# Reinhard van Zyl
Reinhard van Zyl (ur. 7 lutego 1994) – południowoafrykański lekkoatleta specjalizujący się w rzucie oszczepem. 
W 2011 został mistrzem świata juniorów młodszych osiągając oszczepem o wadze 700 gramów rezultat 82,96 – swój rekord życiowy, który poprawił podczas zawodów o 11 metrów. 
Rekord życiowy: 77,20 (13 maja 2017, Columbia).

## Osiągnięcia
| Rok  | Impreza                               | Miejsce         | Pozycja    | Wynik |
| ---- | ------------------------------------- | --------------- | ---------- | ----- |
| 2011 | Mistrzostwa świata juniorów młodszych | Lille Metropole | 1. miejsce | 82,96 |
| 2013 | Mistrzostwa Afryki juniorów           | Bambous         | 2. miejsce | 69,73 |